# Black Lagoon
Black Lagoon (ブラック・ラグーン, Burakku Ragūn) is een mangaserie geschreven en getekend door Rei Hiroe. De serie wordt gepubliceerd in Shogakukans Sunday GX. De manga heeft eveneens gediend als basis van onder andere een twee seizoenen tellende animeserie en een light novel.
De Engelstalige versie van de manga wordt gedistribueerd door Viz Media.

## Verhaal
Het verhaal draait om een team van piraten/huurlingen genaamd de Lagoon Company. Ze houden zich onder andere bezig met smokkelen van spullen in de zeeën rondom Zuidoost-Azië. De serie speelt zich in de jaren 90 van de 20e eeuw. De basis van de Lagoon Company bevindt zich in de fictieve stad Roanapur in Thailand. De naam van de manga is afgeleid van de boot van het team, Black Lagoon.
Buiten hun smokkelactiviteiten om runt de groep ook een bedrijfje dat onder andere zaken doet met een Russische misdaadorganisatie genaamd Hotel Moscow. Het team knapt voor hen verschillende klusjes op.
Black Lagoon wordt vooral gekenmerkt door de grote mate van geweld. Vaak zijn er vuurgevechten en fysieke gevechten te zien.

## Personages
Black Lagoon bevat een grote cast van personages. De voornaamste zijn:
- Rock: een Japanner die zich bij de crew van de Black Lagoon aansloot nadat ze hem hadden ontvoerd. Rock vecht niet, maar is een uitstekende onderhandelaar en vertaler. Hij wordt vaak bang van de methodes die Revy gebruikt om haar problemen op te lossen.
- Revy: wordt ook wel Two Hands genoemd. De sterkste van de Lagoon Company. Ze is van Chinese komaf, maar opgegroeid in Amerika. Ze is erg ervaren in het gebruik van vuurwapens en houdt ervan om haar vijanden af te maken. Ze probeert maar zelden een situatie met onderhandelen op te lossen. Ze kan twee pistolen tegelijk hanteren.
- Dutch: de leider van de Lagoon. Hij neemt maar zelden deel aan gevechten, maar kan desondanks erg gevaarlijk zijn. Hij is een veteraan uit de Vietnamoorlog.
- Benny: een voormalige student van de Universiteit van Centraal Florida. Hij is de technische expert van het team. Hij heeft net als Rock moeite met mensen in koelen bloede af te maken, maar is wel bereid een opdracht koste wat het kost uit te voeren.
- Balalaika: de baas van Hotel Moscow. Voordat ze bij de maffia kwam was ze een paratrooper en officier in het Sovjet-leger. Ze draagt nog altijd haar legeruniform, en rookt voortdurend een sigaar. Ze is makkelijk te herkennen aan een groot litteken dat de helft van haar gezicht bedekt.
- Boris: Balalaika’s rechterhand. Hij is te herkennen aan een enorm litteken dat van zijn voorhoofd naar zijn linkerwang loopt. Ook hij is een voormalige soldaat uit het Sovjet-leger.
- Bai Ji-Shin Chang: ook bekend als Mr. Chang. De leider van de Thailandse tak van de Sun Yee On Triad, een Chinese criminele organisatie.
- Shenhua: een Taiwanese huurmoordenaar in dienst van Mr. Chang. Ze geeft de voorkeur aan steekwapens en gevechten van man tegen man. Ze heeft een hoge stem en een zwaar accent. Zowel haar wapenkeuze als haar accent worden regelmatig belachelijk gemaakt door Revy.
- Garcia Lovelace: een jonge puber van rond de 12 jaar oud. Hij is de zoon van een grote maffialeider in Venezuela. Hij wordt ontvoerd en de Lagoon Company krijgt de opdracht Garcia af te leveren bij een bende die zijn vader losgeld zullen vragen voor zijn vrijlating. Garcia speelt een sleutelrol in meerdere afleveringen en de hulp van zijn vader, Roberta, die Garcia probeert te bevrijden, heeft een compleet eigen verhaallijn in Black Lagoon.

## Media
De manga telt momenteel acht delen.
Van de manga is een animeserie gemaakt die momenteel twee seizoenen van elk twaalf afleveringen telt. Het tweede seizoen draagt de titel Black Lagoon: The Second Barrage, en focust zich minder op karakterontwikkelingen dan het eerste seizoen. De serie is een productie van Madhouse.

## Ontvangst
Sinds oktober 2007 zijn van de manga in Japan 3 miljoen exemplaren verkocht. De animeserie heeft positieve reacties ontvangen van zowel "Anime News Network" als "Anime on dvd".